# Лорд-мэр Лондона
Достопочтенный лорд-мэр Лондона, или Лорд-мэр лондонского Сити — глава района Сити в Лондоне. Лорда-мэра не следует путать с мэром Лондона, который управляет всем Большим Лондоном.
Лорд-мэр является главой Лондонской городской корпорации (администрации района Сити) и также управляет соответствующим церемониальным графством. Лорд-мэр избирается ежегодно на день св. Михаила (29 сентября) собранием 108 традиционных гильдий лондонского Сити. На следующий день после вступления в должность организовывается шоу лорд-мэра; новый лорд-мэр во главе процессии и в сопровождении меченосца, голова которого традиционно увенчана московской шапкой, следует в Королевский судный двор, где присягает на верность суверену в присутствии верховных судей. Срок полномочий лорд-мэра составляет один год.
Должность лорд-мэра является преимущественно церемониальной. Так как лондонский Сити является, в первую очередь, крупным финансовым центром, роль лорд-мэра сводится в основном к поддержке и продвижению финансовых компаний Сити. За год лорд-мэр обычно проводит за границей около 100 дней, посещает в среднем 22 страны и произносит около 800 речей.

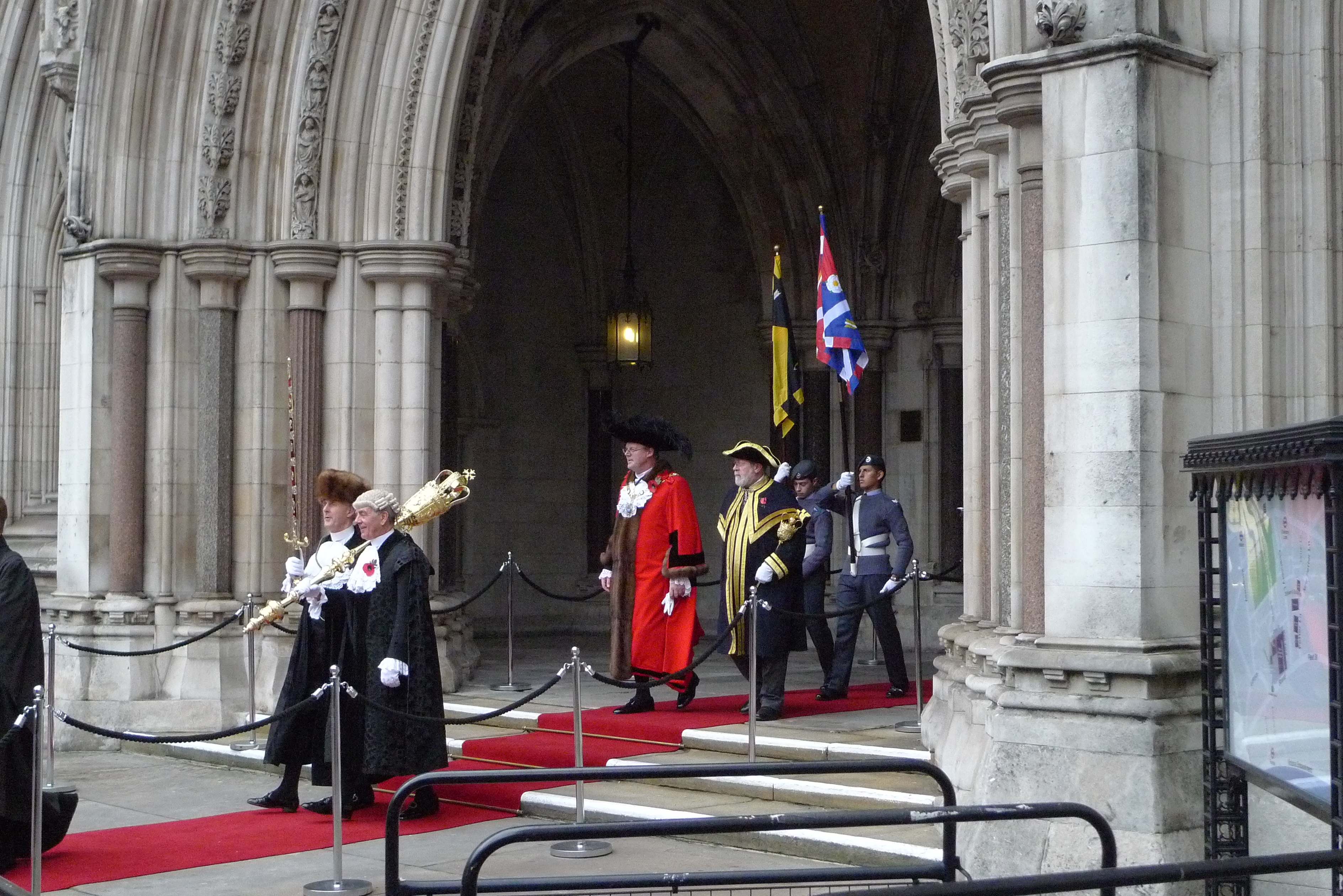
Лорд-мэр Дэвид Вуттон после своего избрания в 2011 году выходит из здания Королевского судного двора

Одновременно лорд-мэр является канцлером Лондонского городского университета и, в качестве главы Лондонской городской корпорации, управляет текущими делами Сити с помощью Городского клерка Лондона, камергера и чиновника Корпорации.
В общей сложности 66 городов Соединённого Королевства (считая Лондон) имеют подобные должности. В 30 городах это должности лорд-мэров; в Шотландии — лорд-провостов. Лорд-мэры Лондона, Йорка, Кардиффа, Белфаста, лорд-провосты Эдинбурга и Глазго имеют право на традиционный титул «достопочтенный».
Первоначально лорд-мэр возводился в звание рыцаря при вступлении в должность и баронета перед отставкой; эта привилегия нерегулярно использовалась в XVI—XIX веках. С 1964 года право пожалования титула баронета отменено, однако лорд-мэр вплоть до 1993 имел право получения ненаследственного звания рыцаря. С 1993 какое-либо автоматическое получение титулов лорд-мэром отменено; вместо этого они начали получать перед отставкой только звание рыцаря-бакалавра.
Впервые должность лорд-мэра учреждена в 1189 году. Первым мэром лондонского Сити стал Генри Фиц-Айлвин де Лондонстоун. В 1354 впервые использован титул «лорд-мэр». Лорд-мэр традиционно избирается населением Сити, а не назначается королём. Срок полномочий традиционно составляет 1 год, однако ряд лиц избирались повторно:
●в качестве мэра
- Генри Фиц-Айлвин де Лондонстоун[англ.] (24 срока; 1189—1212);
- Ральф де Сандвич (9 сроков);

●в качестве лорд-мэра
- Николас Брембре (4 срока);
- Ричард Уиттингтон (4 срока).

Последним лорд-мэром, избранным более одного раза, стал Роберт Фоулер, избиравшийся в 1883 и 1885 гг.